# Zamek w Dobrej (powiat łobeski)
Zamek w Dobrej – rycerski zamek zlokalizowany w mieście Dobra w powiecie łobeskim, w województwie zachodniopomorskim. Zachowany w formie ruiny na wzgórzu. 

## Historia
Początki budowy zamku w Dobrej przypadają na lata 80. XIII wieku. Powstał on w odległości około dwóch kilometrów na południe od starego grodu położonego nad jeziorem Dobra. Założenie zamku wiąże się najprawdopodobniej z działalnością Przybysława IV z Parchimia, do którego należały okolice Dobrej od 1287 roku. Przed rokiem 1308 powstały zapewne mury obwodowe i skrzydło zachodnie zamku. Ówczesny zamek założony był na rzucie nieregularnego czworoboku zbliżonego do kwadratu o boku południowym zwróconym ku miastu, wschodnim ku nie obwarowanemu podzamczu oraz murowanym skrzydłem mieszkalnym, zamykającym dziedziniec od zachodu. Po zniszczeniach najazdu brandenburskiego (1308 r.) opuszczono zamek na ponad 20 lat.
W końcu XIV wieku właścicielem zamku w Dobrej stał się Gerhard von Dewitz, który rozbudował zamek, dzięki czemu stał się do końca XV wieku jednym z najpotężniejszych zamków rycerskich w okolicy. Zbudowano wówczas skrzydło południowe i bramne (wschodnie), a u podnóża wzniesienia drugi obwód murów obronnych z narożną wieżą. Rzut zamku kształtem zbliżony był do trapezu. Masywna wieża pełniła też rolę więzienia zamkowego. Układ przestrzenny i system obronny nawiązywały do typu zamku joannickiego, w szczególności zamku w Swobnicy. Około 1538 roku kolejny już właściciel Joste Dewitz przebudował zamek na wczesnorenesansową rezydencję obronną. Już od 1630 roku skrzydło północne zagrożone było runięciem, a skrzydło południowe użytkowane było przez kilku właścicieli i tym samym podzielone i zdewaloryzowane poprzez wykonanie osobnych wejść i osobnych klatek schodowych. Najstarszy przekaz ikonograficzny zamku, pochodzący z około 1770 roku, przedstawia zamek od strony południowo - zachodniej. Zamek stał się ruiną, gdy w 1808 roku nowy właściciel zamku rozkazał wysadzić część zamku by uzyskać materiał budowlany. W 1859 uporządkowano część ruiny, a w roku 1862 przeprowadzono roboty porządkowe i zabezpieczające. W 1906r. ówczesny właściciel, Henryk von Diest, postarał się o dotację państwową na renowację ruin. Inwentaryzację pomiarowo-rysunkową z widokami elewacji wykonał Hugo Lemcke – inwentaryzator zabytków Pomorza Zachodniego. II wojna światowa nie wywarła ujemnych skutków na ruiny zamku w Dobrej.
Zachowały się fragmenty murów obwodowych, wieża do wysokości ok. 9 m i ruiny budynków z XVI wieku.

## Architektura
Warownię założono na planie zbliżonym do kwadratu, na naturalnym pagórku. Prawdopodobnie na początku XIV w. powstały mury obwodowe, z cegły na kamiennym fundamencie, oraz w zachodniej części zamku budynek mieszkalny o wymiarach 11 x 34,5 m. Kurtyny murów miały odpowiednio: północna 30 m, wschodnia 37,5 m, południowa 32,2 m i zachodnia 34,5 m. W końcu XIV w. powstał dodatkowy mur obronny z wieżą w północno-zachodnim narożniku. Od południa zamku broniła fosa.